# Avenida Meritxell
La Avenida de Meritxell (en catalán: Avinguda de Meritxell) es una avenida que cruza Andorra la Vieja de oeste a este, desde la plaza Rebés el centro de la ciudad hasta la calle de la Unión en Las Escaldas-Engordany. Forma parte del antiguo camino real y la carretera tradicional de los valles de Andorra, hoy convertida en avenida y principal eje comercial del país junto con la Avenida de Carlomagno, en Las Escaldas-Engordany, calle que supone su continuidad al cambio de población.
A lo largo de la avenida se encuentran bloques de pisos con tiendas, el comercio es más intenso en el tramo superior de la avenida y por toda la de Carlomagno. También se puede encontrar varios centros comerciales y grandes almacenes como Pyrénées, Escale e Hyper Andorra. En esta zona comercial tienen la sede principal casi todos los bancos del país.
La avenida lleva el nombre de la patrona de Andorra, la Virgen de Meritxell que se encuentra el santuario de situado en Meritxell (Canillo).